# Chiping, Liaocheng
Districtul Chiping (în chineză: 茌平区; pinyin: Chípíng Qū) este un district din orașul Liaocheng⁠(d), nord-vestul provinciei Shandong, Republica Populară Chineză. Este la 120 km vest de orașul Jinan, capitala provinciei.
Populația sa era de 565.756 de locuitori în 1999. 

## Diviziuni administrative
Din 2012, acest district este împărțit în 2 subdistricte, 6 orașe și 8 municipii.
Subdistricte
- Subdistrictul Zhenxing (振兴街道)
- Subdistrictul Xinfa (信发街道)

Orașe
| - Lepingpu⁠(d) (乐平铺镇) - Fengguantun⁠(d) (冯官屯镇) - Caitun⁠(d) (菜屯镇) | - Boping⁠(d) (博平镇) - Dulangkou (杜郎口镇) - Hantun⁠(d) (韩屯镇]) |

Municipii
| - Municipiul Hanji (韩集乡) - Municipiul Guangping (广平乡) - Municipiul Hutun (胡屯乡) - Municipiul Wenchen (温陈乡) | - Municipiul Jiazhai (贾寨乡) - Municipiul Yangguantun (杨官屯乡) - Municipiul Hongguantun (洪官屯乡) - Municipiul Xiaozhuang (肖庄乡) |

## Transport
- Gara Chipingnan⁠(d)

## Clima
| Date climatice pentru Chiping (1991–2020 și 1981–2010) | Date climatice pentru Chiping (1991–2020 și 1981–2010) | Date climatice pentru Chiping (1991–2020 și 1981–2010) | Date climatice pentru Chiping (1991–2020 și 1981–2010) | Date climatice pentru Chiping (1991–2020 și 1981–2010) | Date climatice pentru Chiping (1991–2020 și 1981–2010) | Date climatice pentru Chiping (1991–2020 și 1981–2010) | Date climatice pentru Chiping (1991–2020 și 1981–2010) | Date climatice pentru Chiping (1991–2020 și 1981–2010) | Date climatice pentru Chiping (1991–2020 și 1981–2010) | Date climatice pentru Chiping (1991–2020 și 1981–2010) | Date climatice pentru Chiping (1991–2020 și 1981–2010) | Date climatice pentru Chiping (1991–2020 și 1981–2010) | Date climatice pentru Chiping (1991–2020 și 1981–2010) |
| Luna                                                   | Ian                                                    | Feb                                                    | Mar                                                    | Apr                                                    | Mai                                                    | Iun                                                    | Iul                                                    | Aug                                                    | Sep                                                    | Oct                                                    | Nov                                                    | Dec                                                    | Anual                                                  |
| ------------------------------------------------------ | ------------------------------------------------------ | ------------------------------------------------------ | ------------------------------------------------------ | ------------------------------------------------------ | ------------------------------------------------------ | ------------------------------------------------------ | ------------------------------------------------------ | ------------------------------------------------------ | ------------------------------------------------------ | ------------------------------------------------------ | ------------------------------------------------------ | ------------------------------------------------------ | ------------------------------------------------------ |
| Maxima medie °C (°F)                                   | 4.1 (39,4)                                             | 8.1 (46,6)                                             | 14.4 (57,9)                                            | 20.9 (69,6)                                            | 26.4 (79,5)                                            | 31.7 (89,1)                                            | 32.0 (89,6)                                            | 30.4 (86,7)                                            | 27.1 (80,8)                                            | 21.2 (70,2)                                            | 12.6 (54,7)                                            | 5.7 (42,3)                                             | 19,55 (67,19)                                          |
| Media zilnică °C (°F)                                  | −1.5 (29,3)                                            | 2.1 (35,8)                                             | 8.2 (46,8)                                             | 14.7 (58,5)                                            | 20.4 (68,7)                                            | 25.6 (78,1)                                            | 27.1 (80,8)                                            | 25.6 (78,1)                                            | 20.9 (69,6)                                            | 14.8 (58,6)                                            | 6.9 (44,4)                                             | 0.4 (32,7)                                             | 13,77 (56,78)                                          |
| Minima medie °C (°F)                                   | −5.8 (21,6)                                            | −2.7 (27,1)                                            | 2.7 (36,9)                                             | 8.9 (48)                                               | 14.5 (58,1)                                            | 19.9 (67,8)                                            | 23.0 (73,4)                                            | 21.7 (71,1)                                            | 16.0 (60,8)                                            | 9.6 (49,3)                                             | 2.3 (36,1)                                             | −3.8 (25,2)                                            | 8,86 (47,94)                                           |
| Minima istorică °C (°F)                                | −22.3 (−8.1)                                           | −18 (−0.4)                                             | −10.3 (13,5)                                           | −2.2 (28)                                              | 4.1 (39,4)                                             | 9.6 (49,3)                                             | 15.9 (60,6)                                            | 13.0 (55,4)                                            | 4.1 (39,4)                                             | −3.6 (25,5)                                            | −17.1 (1,2)                                            | −18.9 (−2.0)                                           | −22,3 (−8,1)                                           |
| Precipitații mm (inches)                               | 3.8 (0.15)                                             | 8.6 (0.339)                                            | 11.0 (0.433)                                           | 33.5 (1.319)                                           | 55.6 (2.189)                                           | 72.7 (2.862)                                           | 152.5 (6.004)                                          | 149.3 (5.878)                                          | 51.9 (2.043)                                           | 30.9 (1.217)                                           | 19.4 (0.764)                                           | 5.2 (0.205)                                            | 594,4 (23,402)                                         |
| Umiditate [%]                                          | 62                                                     | 59                                                     | 56                                                     | 61                                                     | 66                                                     | 63                                                     | 78                                                     | 83                                                     | 77                                                     | 68                                                     | 67                                                     | 65                                                     | 67,1                                                   |
| Nr. de zile cu precipitații (≥ 0.1 mm)                 | 1.8                                                    | 3.2                                                    | 3.0                                                    | 5.2                                                    | 6.5                                                    | 7.4                                                    | 11.2                                                   | 9.7                                                    | 6.4                                                    | 5.4                                                    | 4.2                                                    | 2.6                                                    | 66,6                                                   |
| Nr. mediu de zile cu ninsoare                          | 2.7                                                    | 2.8                                                    | 0.7                                                    | 0.1                                                    | 0                                                      | 0                                                      | 0                                                      | 0                                                      | 0                                                      | 0                                                      | 0.9                                                    | 2.0                                                    | 9,2                                                    |
| Ore însorite                                           | 146.1                                                  | 149.6                                                  | 205.2                                                  | 226.7                                                  | 249.3                                                  | 223.5                                                  | 184.5                                                  | 182.5                                                  | 187.1                                                  | 181.7                                                  | 149.5                                                  | 143.9                                                  | 2.229,6                                                |
| Sursă: Administrația Meteorologică din China           |                                                        |                                                        |                                                        |                                                        |                                                        |                                                        |                                                        |                                                        |                                                        |                                                        |                                                        |                                                        |                                                        |